# Michael Caton
Michael Caton (Queensland, Australia; 21 de julio de 1943) es un actor australiano conocido por haber interpretado a Harry Sullivan en la serie The Sullivans, a Paddy Malone en Five Mile Creek y a Ted Taylor en la serie Packed to the Rafters. 

## Biografía
Es hijo de Annie Brown y Septimus Caton, quien murió en Biloela en un accidente industrial cuando Michael apenas tenía dos años, tiene siete hermanos: una de sus hermanas se llama Robyn Caton.
Es muy buen amigo del actor australiano Jack Thompson.
En 2009 Michael fue reconocido como "Miembro del Paseo de la Fama de Australia" por su carrera en cine y televisión.
Michael tiene un hijo llamado Septimus Caton; está casado con Helen Esakoff.

## Carrera
En 1970 dio vida a Bruce Perkins en un episodio de la serie Homicide, en 1974 apareció nuevamente en la serie ahora interpretando a Ambrose durante el episodio "A Thing of the Past".
En 1976 se unió al elenco recurrente de la serie australiana The Sullivans donde dio vida al tío de Harry Sullivan hasta 1977. 
En 1982 apareció por primera vez en la serie A Country Practice donde interpretó a Max Grainger en los episodios "The Secondly Deadly Sin: Part 1 & 2", un año después apareció en dos episodios donde interpretó a Dwayne Kerby, Trev Kerby y a Lennie Kerby. En 1989 dio vida a Clive Bradley en los episodios "Message in a Bottle: Part 1 & 2" y su última aparición en la serie fue en 1993 cuando interpretó a Malcolm Fellows en los episodios "No Man's Land: Part 1 & 2".
En 1983 se unió al elenco de la serie Five Mile Creek donde interpretó a Paddy Malone hasta 1985.
En 1988 apareció como invitado en dos episodios de la exitosa y popular serie australiana Home and Away donde dio vida a Barry Davenport, el padre biológico de Lynn Davenport (Helena Bozich).
En 1998 apareció como invitado en varios episodios de la serie médica All Saints donde interpretó a Bob Parkin.
En 1999 dio vida a Benny en un episodio de la serie policíaca Stingers.
En 2001 obtuvo el papel secundario del doctor Wilder en la película The Animal protagonizada por el actor Rob Schneider.
En 2002 apareció en la serie Dossa and Joe donde dio vida a Joe Bailey.
En 2003 apareció en un comercial australiano para la "Toyota".
En 2008 se unió al elenco principal de la serie Packed to the Rafters donde interpretó a Ted Taylor, el padre de Julie Rafter y abuelo de a Ben, Nathan, Rachel y Ruby Rafter, hasta el final de la serie el 2 de julio de 2013.
A principios de junio de 2017 se anunció que se había unido al elenco de la miniserie Underbelly Files: Chopper donde dio vida a Keith Read, el padre del notorio gánster Mark "Chopper" Read, en febrero de 2018. La miniserie es la séptima entrega de la serie Underbelly estrenada en 2009.

## Filmografía

### Series de televisión
| Año         | Serie                     | Personaje               | Notas                                     |
| ----------- | ------------------------- | ----------------------- | ----------------------------------------- |
| 2018        | Underbelly Files: Chopper | Keith Read              | 2 episodios - miniserie                   |
| 2016        | Beat Bugs                 | Mr. Sun                 | 5 episodios                               |
| 2008 - 2013 | Packed to the Rafters     | Ted Taylor              | 122 episodios                             |
| 2002 - 2003 | Bad Cop, Bad Cop          | Det. Sgt. Red Lilywhite | 8 episodios                               |
| 2002        | Dossa and Joe             | Joe Bailey              | 6 episodios                               |
| 2001        | Always Greener            | Jack                    | episodio "Dog Days"                       |
| 1999        | Stingers                  | Benny                   | episodio "Ten Feet Tall and Bullet Proof" |
| 1998        | All Saints                | Bob Parkin              | 6 episodios                               |
| 1998        | Wildside                  | Brian Savini            | episodio # 1.15                           |
| 1997        | Blue Heelers              | Ken Norse               | episodio "Fowl Play2                      |
| 1997        | Heartbreak High           | Barney                  | episodio # 4.24                           |
| 1996        | G.P.                      | Michael Ree             | episodio "New Confusions"                 |
| 1993        | A Country Practice        | Malcolm Fellows         | 2 episodios                               |
| 1993        | Paradise Beach            | Ken Hayden              | episodio # 1.139                          |
| 1991        | Chances                   | Bill Anderson           | -                                         |
| 1990        | The Paper Man             | Leonard Webb            | miniserie                                 |
| 1988        | Joe Wilson                | Dave Regan              | miniserie                                 |
| 1988        | Hey Dad..!                | Chris Gordon            | episodio "VW for Sale"                    |
| 1988        | Home and Away             | Barry Davenport         | 2 episodios                               |
| 1987        | The Flying Doctors        | Noel Farley             | episodio "Every Day a Gift"               |
| 1983 - 1985 | Five Mile Creek           | Paddy Malone            | 38 episodios                              |
| 1976 - 1977 | The Sullivans             | Harry Sullivan          | 12 episodios                              |
| 1976        | King's Men                | Joey Oslow              | episodio "Public Enemy Number 1"          |
| 1974        | Ryan                      | Claude                  | episodio "Goodbye Holly Beckett"          |
| 1970        | Homicide                  | Bruce Perkins           | episodio "A Time for Grieving"            |
| 1970        | Division 4                | Steve                   | episodio "The Man from Lightning Ridge"   |
| 1969        | Skippy                    | Joven Hombre            | episodio "El Toro"                        |

### Películas
| Año  | Título                               | Personaje             | Notas                                                                                             |
| ---- | ------------------------------------ | --------------------- | ------------------------------------------------------------------------------------------------- |
| 2017 | Three Summers                        | -                     | junto a Robert Sheehan, Rebecca Breeds, Jacqueline McKenzie, Mahesh Jadu y Magda Szubanski        |
| 2015 | X Was Here                           | David Sussex Westbury | junto a Keisha Castle-Hughes, John Jarratt y Craig Hall                                           |
| 2015 | Last Cab to Darwin                   | Rex                   | junto a Jacki Weaver, John Howard, Emma Hamilton, Mark Coles Smith y David Field                  |
| 2004 | Strange Bedfellows                   | Ralph Williams        | junto a Alan Cassell, Andy Pappas, Paula Duncan, Roy Billing, Shane Withington y Kestie Morassi   |
| 2001 | The Animal                           | Doctor Wilder         | junto a Rob Schneider, Colleen Haskell, John C. McGinley, Edward Asner y Louis Lombardi           |
| 1998 | The Interview                        | Barry Walls           | junto a Hugo Weaving, Tony Martin, Aaron Jeffery y Paul Sonkkila                                  |
| 1998 | The Echo of Thunder                  | Bill Gadrey           | junto a Judy Davis, Jamey Sheridan, Lauren Hewett, Emily Browning y Jamie Croft                   |
| 1998 | 13 Gantry Row                        | Mr. Hob               | junto a Rebecca Gibney, Doris Younane, Nicholas Hammond, Erik Thomson y Marshall Napier           |
| 1998 | Never Tell Me Never                  | Max Shepherd          | junto a Claudia Karvan, Diane Craig, John Howard, Robert Mammone, Joel Edgerton y Justine Clarke  |
| 1997 | The Castle                           | Darryl Kerrigan       | junto a Anne Tenney, Stephen Curry, Sophie Lee, Eric Bana y Robyn Nevin                           |
| 1997 | The Thorn Birds: The Missing Years   | Bill Masters          | junto a Richard Chamberlain, Amanda Donohoe, Julia Blake, Olivia Burnette y James Costas          |
| 1997 | The 13th Floor                       | Doctor Fletcher       | junto a Kylie Clare, Tony Blackett, Allen Leong, Matthew Nicholls, Georgie Parker y Miranda Otto  |
| 1986 | Great Expectations, the Untold Story | Travis                | junto a Sigrid Thornton, Robert Coleby, Ron Haddrick, Bruce Spence y Gerard Kennedy               |
| 1990 | Shadows of the Heart                 | Frank Barrett         | junto a Josephine Byrnes, Jerome Ehlers, Marcus Graham, Jason Donovan, Robyn Nevin y Barry Otto   |
| 1983 | The Weekly's War                     | Les Haylen            | corto - junto a Philippa Baker, Jane Harders, Noni Hazlehurst, Patricia Kennedy y Jacqueline Kott |
| 1982 | Monkey Grip                          | Clive                 | junto a Noni Hazlehurst, Colin Friels, Alice Garner, Harold Hopkins y Candy Raymond               |
| 1982 | Fluteman                             | Oswald Snaith         | junto a John Jarratt, Debra Lawrance, Patrick Dickson y John Ewart                                |
| 1981 | Hoodwink                             | Shapley               | junto a Judy Davis, Wendy Hughes, Max Cullen, Colin Friels y Geoffrey Rush                        |
| 1979 | The Last of the Knucklemen           | Monk                  | junto a Gerard Kennedy, Michael Preston, Peter Hehir, Dennis Miller y Steve Bisley                |
| 1972 | Fluteman                             | -                     | junto a Pamela Stephenson, Peter Reynolds, Brian Blain y Grahame Bond                             |

### Apariciones
| Año  | Programa                  | Notas                     |
| ---- | ------------------------- | ------------------------- |
| 2013 | Who Do You Think You Are? | -                         |
| 2000 | Dancing with the Stars    | 5 episodios - concursante |
| 2000 | Hot Auctions              | presentador               |
| 1999 | All Star Squares          | panelista                 |
| 1999 | Hot Property              | presentador               |

### Teatro[5]
| Año        | Obra                           | Personaje | Director (a)   | Teatro             | Notas                                                                             |
| ---------- | ------------------------------ | --------- | -------------- | ------------------ | --------------------------------------------------------------------------------- |
| 2006, 2007 | Priscilla, Queen of the Desert | -         | Simon Phillips | Regent Theatre     | junto a Jacki Weaver, Bill Hunter, Colette Mann y Jeremy Stanford                 |
| 1995       | The Threepenny Opera           | -         | Chris Johnson  | Suncorp Theatre    | junto a Robert Alexander, Susie French, Georgie Parker y Anthony Weigh            |
| 1988       | Move Over Mrs Markham          | -         | Charles Little | Glen St. Theatre   | junto a Colleen Cook, Faye Donaldson, Donald MacDonald y James Oxenbould          |
| 1980       | Sexual Perversity in Chicago   | -         | Ken Boucher    | -                  | junto a Celia de Burgh, Candy Raymond y Henri Szeps                               |
| 1975       | The Floating World             | -         | -              | -                  | junto a Laurence Hodge, Marion Johns, Ray Meagher y Francis Yin                   |
| 1974       | Macbeth                        | -         | Robin Lovejoy  | Opera Theatre      | junto a Ralph Cotterill, Colin Croft, Colleen Fitzpatrick y Ron Haddrick          |
| 1974       | Lear                           | -         | Robin Lovejoy  | Parade Theatre     | junto a Robert Davis, Ben Gabriel y Pamela Stephenson                             |
| 1973       | Tooth of Crime                 | -         | John Bell      | Nimrod St. Theatre | junto a Chris Haywood, Tony Llewellyn-Jones y Anna Volska                         |
| 1972       | Jesus Christ Superstar         | -         | Jim Sharman    | Capitol Theatre    | junto a Joseph Dicker, Thomas Dysart, Jon English, Peter North y Robin Ramsay     |
| 1971       | Stockade                       | -         | Ross McGregor  | Independet Theatre | junto a John Bush, Max Cullen, Frank Nolan y Douglas Wiggins                      |
| 1970       | Salad Days                     | -         | Ross McGregor  | AMP Theatrette     | junto a Bunny Gibson, Maggi Gray, Jane Harders, Charles Little y Doreen Warburton |
| 1969, 1970 | Canterbury Tales               | -         | Sammy D. Bayes | Theatre Royal      | junto a Reg Gillam, Rob Inglis, Rona McLeod y Alan Tobin                          |

## Premios y nominaciones
| Año  | Categoría                                      | Premio             | Serie/Película        | Resultado |
| ---- | ---------------------------------------------- | ------------------ | --------------------- | --------- |
| 2016 | Best Lead Actor in a Television Drama          | AACTA Award        | Last Cab to Darwin    | pendiente |
| 2011 | Most Popular Actor                             | Silver Logie Award | Packed to the Rafters | Nominado  |
| 1998 | Best Actor - Male                              | FCCA Award         | The Castle            | Nominado  |
| 1997 | Best Performance by an Actor in a Leading Role | AFI Award          | The Castle            | Nominado  |